# Шалл-Серкл (Флорида)
Шалл-Серкл (англ. Schall Circle) — переписна місцевість (CDP) в США, в окрузі Палм-Біч штату Флорида. Населення — 792 особи (2020).

## Географія
Шалл-Серкл розташований за координатами 26°42′55″ пн. ш. 80°6′51″ зх. д. / 26.71528° пн. ш. 80.11417° зх. д. (26.715157, -80.114305).  За даними Бюро перепису населення США в 2010 році переписна місцевість мала площу 0,79 км², уся площа — суходіл.

## Демографія
Згідно з переписом 2010 року, у переписній місцевості мешкало 1117 осіб у 405 домогосподарствах у складі 260 родин. Густота населення становила 1416 осіб/км².  Було 451 помешкання (572/км²).
Расовий склад населення:
| - 40,7 % — білих - 40,5 % — чорних або афроамериканців - 3,1 % — корінних американців - 1,2 % — азіатів - 11,0 % — осіб інших рас |

До двох чи більше рас належало 3,5 %. Частка іспаномовних становила 33,2 % від усіх жителів.
За віковим діапазоном населення розподілялося таким чином: 30,6 % — особи молодші 18 років, 61,6 % — особи у віці 18—64 років, 7,8 % — особи у віці 65 років та старші. Медіана віку мешканця становила 29,7 року. На 100 осіб жіночої статі у переписній місцевості припадало 96,0 чоловіків;  на 100 жінок у віці від 18 років та старших — 91,4 чоловіків також старших 18 років.
Середній дохід на одне домашнє господарство  становив 32 009 доларів США (медіана — 17 083), а середній дохід на одну сім'ю — 24 572 долари (медіана — 17 000). За межею бідності перебувало 58,0 % осіб, у тому числі 85,5 % дітей у віці до 18 років та 22,9 % осіб у віці 65 років та старших.
Цивільне працевлаштоване населення становило 396 осіб. Основні галузі зайнятості: освіта, охорона здоров'я та соціальна допомога — 21,2 %, роздрібна торгівля — 18,4 %, будівництво — 14,4 %, мистецтво, розваги та відпочинок — 10,9 %.